# J.P. Chenet
J.P. Chenet est un vin de marque français produit depuis 1984 par Les Grands Chais de France. La marque, reconnaissable à sa bouteille au goulot penché, est vendue dans plus de 160 pays.

## Histoire
En 1984, Joseph Helfrich, Directeur des Grands Chais de France, imagine une bouteille reconnaissable entre toutes, car dotée d’un col penché et d'un corps large, pour donner l’impression d’une fabrication artisanale. Baptisée Josephine, celle-ci nécessite une adaptation des outils industriels existants. La marque ainsi lancée prend pour nom J.P. Chenet.
Joseph Helfrich fait le choix de se démarquer en axant sa communication en priorité sur les cépages, et non sur la région d’origine. Le raisin provient de plusieurs caves coopératives agricoles partenaires du sud de la France.
Orientée en priorité pour l’export, la marque rencontre un succès en Allemagne, puis aux Pays-Bas et en Scandinavie. La marque est aujourd’hui vendue dans 160 pays dans le monde[source insuffisante].

## Chronologie
- 1984 : Naissance de la marque. Disponible initialement en deux cépages : Cabernet-Sauvignon en appellation Pays d’Oc et Blanc de blancs en Vin de Pays des Côtes de Gascogne ;
- 1987 : La gamme s’enrichit d’un Blanc Moelleux en appellation Vin de Pays des Côtes de Thau et d’un Cinsault Rosé en Vin de Pays d’Oc ;
- 1992 : La marque franchit le cap des 400 000 caisses de neuf litres vendues ;
- 1994 : Lancement de la gamme en format 25 cl. ;
- 1996 : Lancement d’un déclinaison plus haut de gamme, avec un Merlot-Cabernet et un Chardonnay, tous deux élevés en barriques ;
- 2000 : La gamme s’enrichit des caisses-outres de trois litres ;
- 2004 : Alors que les ventes sont de plus de sept millions d’équivalent de caisses de neuf litres vendues, J.P. Chenet se décline en effervescents ;
- 2005 : J.P. Chenet est restylé et adopte une bouteille gravée avec les initiales de la marque ;
- 2009 : La marque se lance dans les boissons aromatisées à base de vin avec la gamme Fashion, à la pêche et au cassis ;
- 2012 : La première édition limitée est lancée, en Cabernet-Syrah et en Merlot, avec un habillage sur l’ensemble de la bouteille ;
- 2014 : J.P. Chenet ICE Édition est un vin effervescent renforcé en sucre et en bulles destiné à de nouvelles occasions de consommation. Le concept est également décliné en ICE Rosé tranquille[2].

## Les différents produits de la gamme[3]
La gamme Classic : Vins de cépage, en appellation Pays d’Oc ou vin de France :
- Colombard-Chardonnay – Vin de France ;
- Colombard-Sauvignon – Vin de France ;
- Grenache-Cinsault – Pays d’Oc IGP ;
- Merlot Rosé – Pays d’Oc IGP ;
- Merlot – Pays d’Oc IGP ;
- Cabernet-Syrah – Pays d’Oc IGP.

La gamme Medium-Sweet est constituée de vins moelleux, en blanc, rosé et rouge :
- Blanc – Vin de Pays des Côtes de Thau IGP ;
- Rosé – Vin de Pays d’Oc IGP ;
- Rouge – Méditerranée IGP.

La gamme réserve est la déclinaison premium de la marque:
- Chardonnay – Pays d’Oc IGP ;
- Merlot-Cabernet – Pays d’Oc IGP ;
- Merlot – Vin de France.

La gamme sparkling se compose de trois vins effervescents :
- Brut – Blanc de blancs ;
- Demi sec – Blanc de blancs ;
- Sec – Sec ;
- Cassis.

J.P. Chenet ICE Edition est un effervescent destiné à être consommé avec des glaçons.
- ICE Édition – Vin mousseux ;
- ICE Rosé[4].

## Dans le monde
Le magazine britannique Drinksint.com classe la marque comme étant la 49e marque de vin mondiale en 2014, ce qui en fait une des marques de vins français des plus valorisante dans le monde.